# Forward guidance
Forward guidance bezeichnet ein Instrument der Geldpolitik, bei dem Zentralbanken versuchen, durch Kommunikation eigener Vorhersagen und Prognosen die Markterwartungen über den zukünftigen Zinssatz zu beeinflussen.

## Definition
Bei Forward guidance handelt sich um eine Kommunikationspolitik, bei der die Zentralbank dem Markt die eigenen Erwartungen und Prognosen, sowie mögliche Handlungsoptionen offenlegt. Dadurch sollen die Markterwartungen über die künftige Zinsentwicklung beeinflusst werden. Die Effektivität dieses Instrumentes hängt davon ab, inwiefern es der Zentralbank gelingt, die eigenen Erwartungen und Handlungsintentionen glaubwürdig zu kommunizieren.
Die Forward guidance gehört zur sogenannten unkonventionellen Geldpolitik. Das heißt, sie wird in Situationen eingesetzt, in denen es die klassische Geldpolitik nicht mehr schafft, bestimmte Kerngrößen wie die Inflation zu steuern. Dies gilt zum Beispiel in einer Liquiditätsfalle, oder wenn die Zinsen an die 0%-Grenze für nominale Zinssätze stoßen. In solchen Fällen kann die Forward guidance neben Quantitativer Lockerung oder Negativzinsen eingesetzt werden.
Man unterscheidet zwei Arten der Forward guidance: die explizite und die implizite (eng. odyssean and delphian) Form. Explizite Forward guidance bezeichnet die direkte Kommunikation von Erwartungen und Prognosen sowie den sich daraus ergebenden zukünftigen geldpolitischen Handlungen der Zentralbank. Implizite Forward guidance bezeichnet eine Kommunikationspolitik, bei der die Notenbank versucht, dem Markt durch kohärentes und vorhersehbares Verhalten Signale über eigene Prognosen und zukünftige geldpolitische Maßnahmen zu senden.
Explizite Forward guidance wird von den großen Zentralbanken der Welt eingesetzt: der Europäischen Zentralbank, der Federal Reserve, der Bank of England und der Bank of Japan.

## Empirie
Empirische Forschungen haben die makroökonomischen Effekte der Forward guidance verschiedener Zentralbanken untersucht.
2008 zeigte eine globale Studie, dass die Forward guidance ein effizientes und effektives Instrument der Geldpolitik darstellen kann. Die Autoren weisen darauf hin, dass sich bisher noch kein globaler Konsens über die optimale Form der Forward guidance gebildet hat.
2010 zeigte ein Diskussionspapier der EZB, dass die Kommunikation der EZB während ihrer Pressekonferenzen signifikante Auswirkungen auf die Markterwartungen hatte und damit den mittel- bis langfristigen Zinssatz signifikant und in großem Maße beeinflussen konnte.
2012 zeigte eine Studie zur Forward Guidance der Fed, dass dieses Instrument einen Ersatz für Zinssenkungen darstellen kann, etwa bei Erreichen der 0%-Grenze für nominale Zinssätze.
2018 zeigte eine Studie zur Kommunikation der Reserve Bank of New Zealand, dass es keine großen Effekte hatte, ob die Notenbank qualitative oder quantitative Forward guidance durchführte.